# Erethistoides cavatura
Erethistoides cavatura är en fiskart som beskrevs av Ng och Edds 2005. Erethistoides cavatura ingår i släktet Erethistoides och familjen Erethistidae. IUCN kategoriserar arten globalt som otillräckligt studerad. Inga underarter finns listade i Catalogue of Life.